# Meteorus latro
Meteorus latro är en stekelart som beskrevs av De Saeger 1946. Meteorus latro ingår i släktet Meteorus och familjen bracksteklar. Inga underarter finns listade i Catalogue of Life.